# Cathédrale Saint-Pierre de Bautzen
Pour les articles homonymes, voir Cathédrale Saint-Pierre.
La cathédrale Saint-Pierre (en allemand : Dom St. Petri ; en haut-sorabe : Katedrala swj. Pětra) de Bautzen, en Saxe, est la première,, et la plus vaste des églises simultanées (mixtes) d'Allemagne. Elle abrite en effet dans une partie le culte catholique, et dans l'autre le culte luthérien-protestant.
En 1213, l'évêque Bruno II (de) y établit un chapitre collégial. À partir de 1589, le doyen (catholique) du chapitre de la collégiale devient l'ordinaire de la préfecture apostolique de Lusace. À partir 1743, il accède à l'épiscopat en étant consacré évêque in partibus (titulaire). À partir de 1831, il est aussi l'ordinaire du vicariat apostolique de Saxe,, unie in persona à la préfecture apostolique. Lorsqu'en juin 1921, Benoît XV (r)établit le diocèse (catholique) de Meissen, la collégiale en devient la cathédrale. Depuis le transfert du siège épiscopal à Dresde, en novembre 1979, elle est l'église cocathédrale du diocèse désormais de Dresde-Meissen. Elle est consacrée à saint Pierre.

## Histoire

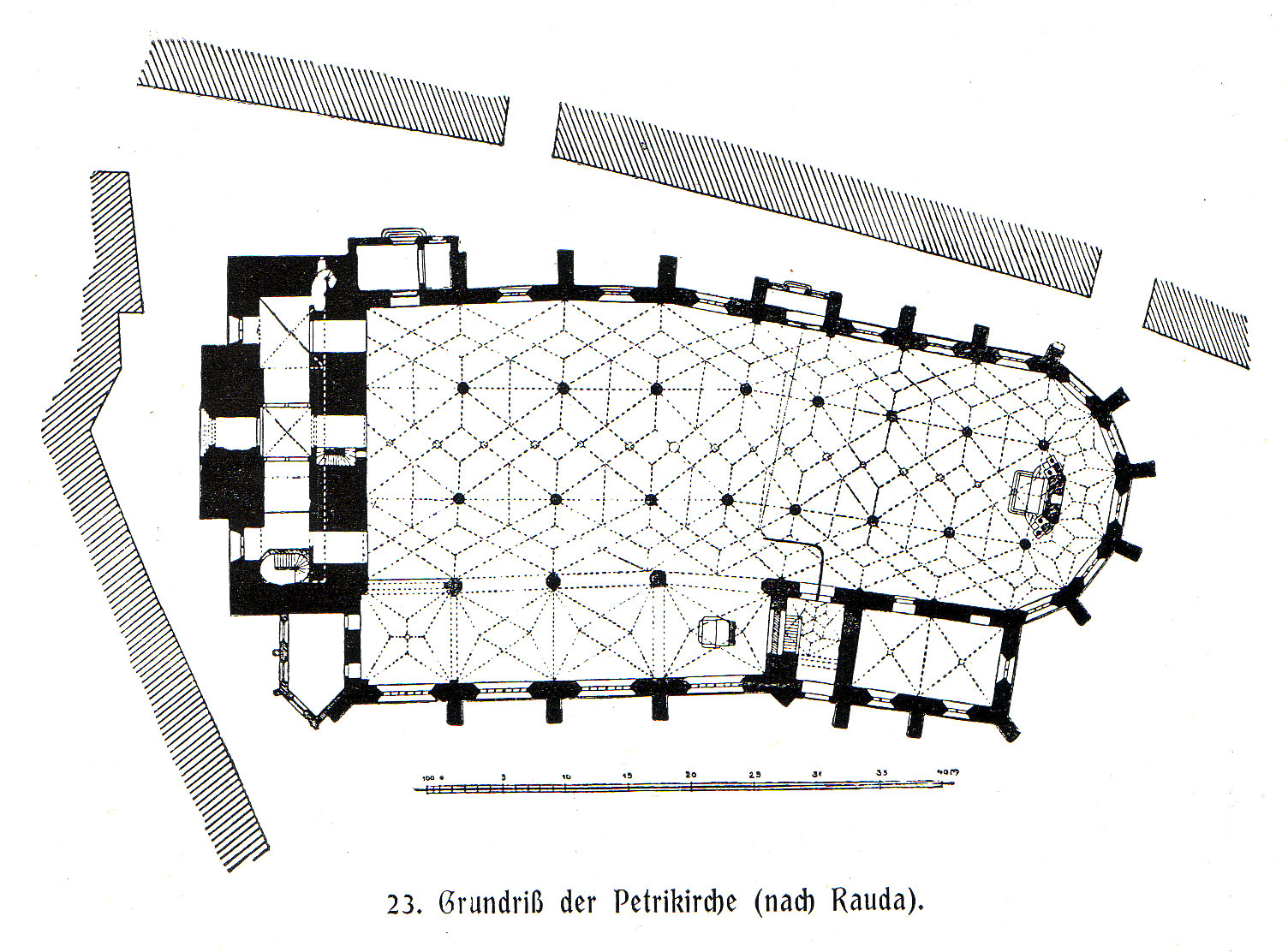
Plan de l'édifice qui mesure 75 m de longueur

C'est vers l'an mil que le comte Eido de Rochlitz fait construire à cet emplacement une église paroissiale.
Dans la première décennie du XIIIe siècle débute la construction d'une collégiale. Le chœur est consacré le 24 juin 1221. On construit aussi le portail ouest.
L'édifice prend son aspect actuel autour de 1430. L'église-halle de style gothique tardif est prolongée au sud d'une quatrième nef. L'intérieur est redécoré dans le goût baroque, après l'incendie de la ville en 1634 qui atteint aussi l'église. Le clocher est rehaussé d'une flèche baroque en 1664. L'édifice est plusieurs fois restauré, la dernière fois en 1987, et ses façades ont été récemment nettoyées.
Le plan de sa nef est légèrement dévié de son axe. Il semblerait que l'église ait été construite au départ contre le mur d'une autre église, ce qui explique qu'elle soit légèrement désaxée.

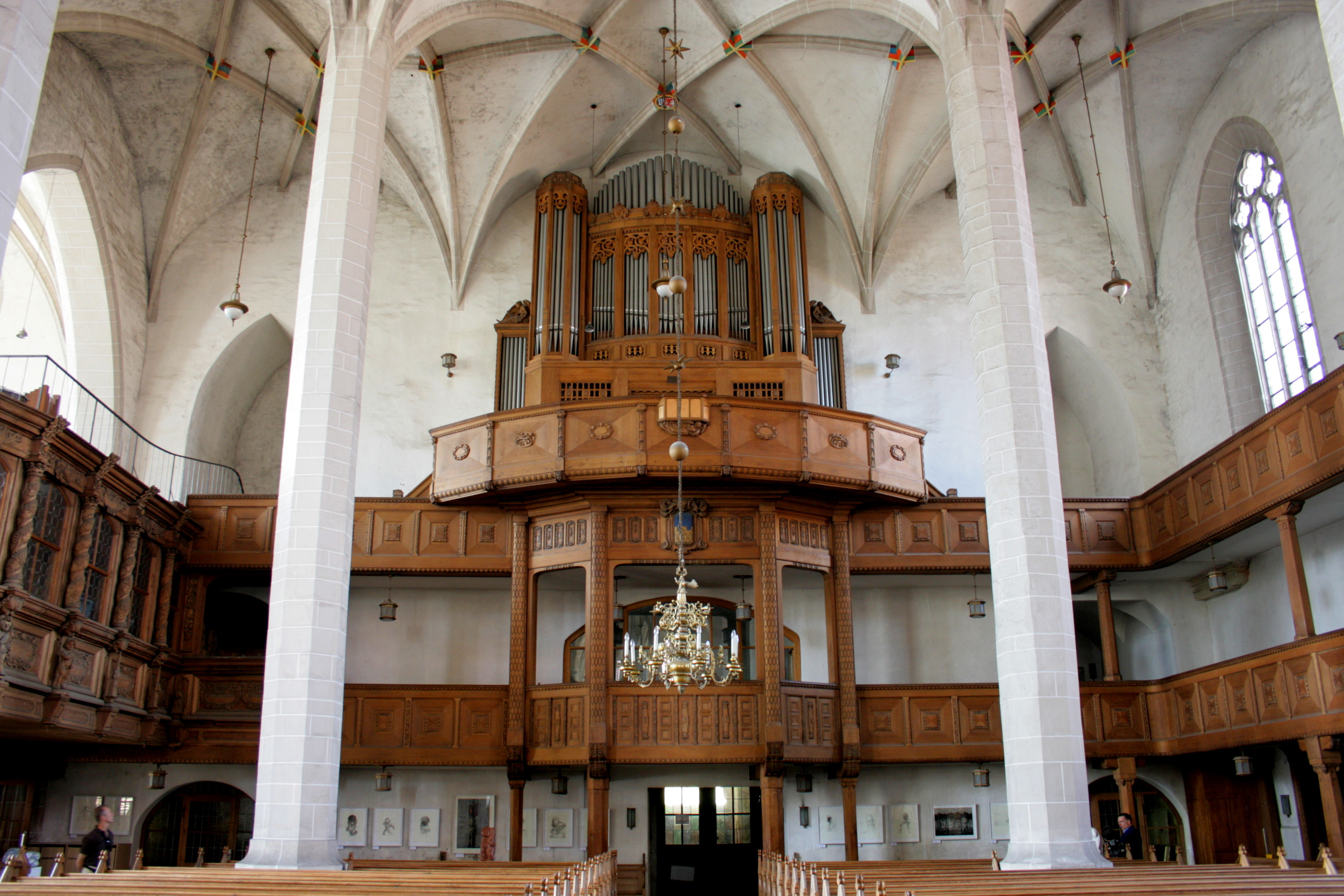
L'orgue du côté luthérien avec les tribunes. On aperçoit à gauche celle des princes

Au moment de la Réforme protestante, l'église devient de facto une église simultanée (mixte). Après de longues querelles et discussions entre catholiques et luthériens, le conseil des prévôts de la ville décide selon un édit de 1543 qui règle l'usage de l'église pour les deux communautés. Le chœur est laissé aux catholiques pour les messes et les prières quotidiennes et la nef est réservée au culte dominical des luthériens et à leurs autres services. Une petite barrière est placée à l'emplacement séparant le chœur liturgique de la nef. D'autres édits sont émis au cours du XVIe siècle, pour des paroisses environnantes, comme à Gaußig. Pendant la révolte bohémienne de 1619-1620, le chapitre collégial catholique de Saint-Pierre est expulsé pendant une courte période, mais ensuite la règle précédente est rétablie. L'autel du côté luthérien date de 1640 (restauré en 1995-1999) et la tribune richement sculptée des princes, datant de 1674. Chaque partie possède son orgue propre. Celui du côté luthérien est le plus important issu de la firme Eule. Il date de 1910. Celui de la partie catholique date de 1865.
L'église sert d'infirmerie et d'écurie en 1813 aux troupes napoléoniennes. Victor Cousin la visite en 1817 : « c'est la première fois que je vois une église divisée en deux parties, l'une consacrée au culte catholique, l'autre au culte réformé, et cela va très-bien ainsi, dans la simplicité des mœurs allemandes et dans l'extrême pauvreté du pays. »
Le pape Benoît XV érige à nouveau le diocèse de Meissen, avec siège à Bautzen (la cathédrale de Meissen étant passée du culte catholique au culte luthérien au XVIe siècle), en 1921. Lorsque le siège est transféré à Dresde en 1979, Saint-Pierre de Bautzen devient la cocathédrale du diocèse catholique de Dresde-Meissen.
L'édifice est restauré en 1950-1955, après les dommages subis à la fin de la Seconde Guerre mondiale.

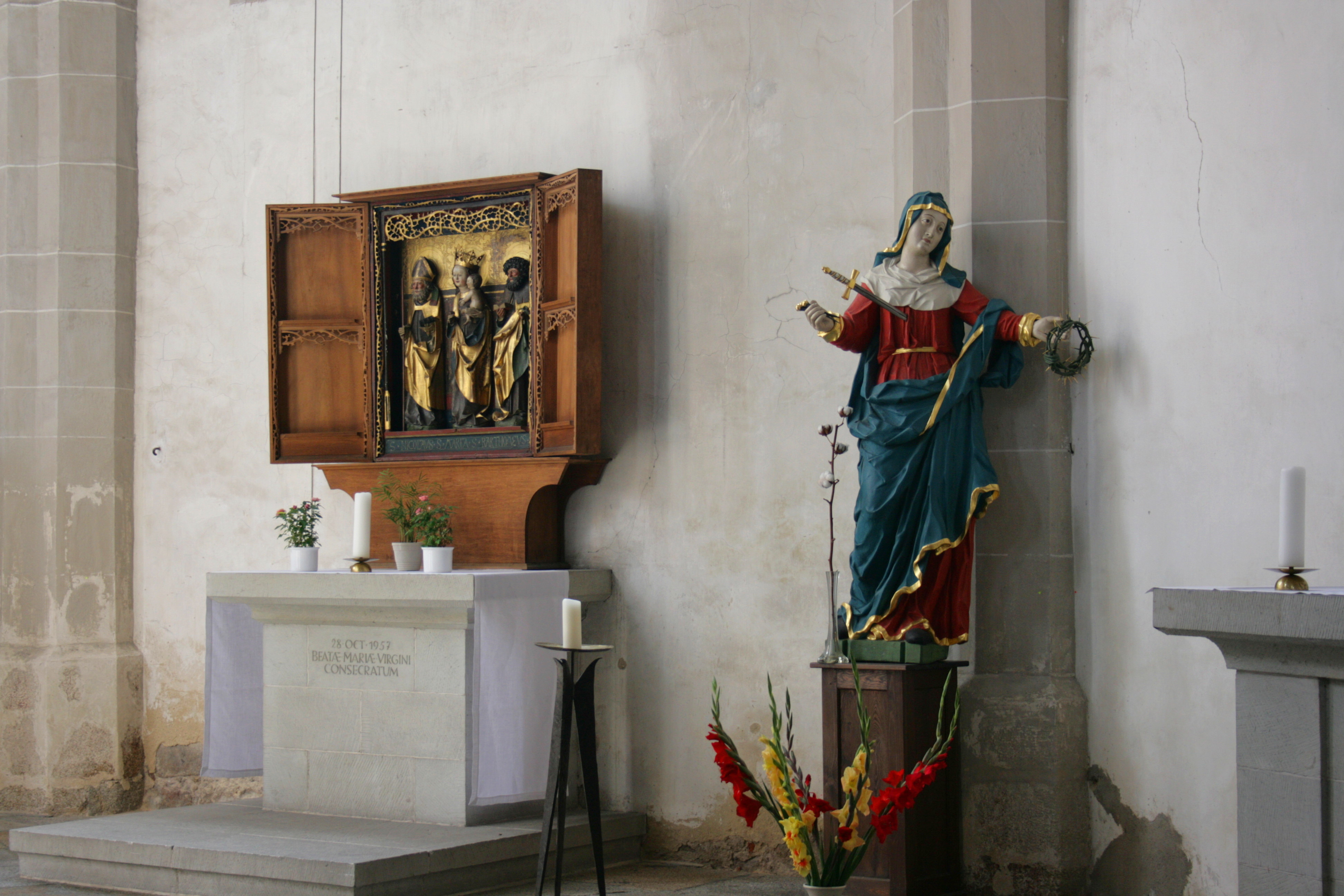
Vue de l'autel de la Vierge

On remarque sur l'autel catholique latéral du côté sud du chœur un crucifix de bois qui est l'œuvre de Balthasar Permoser (1713). Le maître-autel de style baroque en marbre saxon (1723) est, quant à lui, surplombé d'un tableau encadré de colonnes de Giovanni Antonio Pellegrini (1675-1741) représentant Jésus donnant les clefs du Royaume à saint Pierre (Mt XVI, 19). Au-dessus, Dieu le Père tient le globe. Il est flanqué de deux sculptures d'anges. Au-dessus des colonnes se trouve à gauche une sculpture de l'évêque saint Bennon, avec le poisson et la clef, et à droite celle de l'évêque saint Donat, patron du diocèse de Meissen. L'ensemble est dominé par l'archange saint Michel, patron de la ville de Bautzen, qui tient un bouclier et écrase le dragon. Il est entouré de deux putti déployant des extraits de l'Épitre aux Romains (Rom, 11, 36). Le tableau du maître-autel est lui-même flanqué d'une statue de saint Jean-Baptiste, avec l'agneau, à gauche et de saint Jean l'Évangéliste, avec l'aigle, à droite qui sont, comme les autres figures sculptées, de la main de Benjamin Thomae (1682-1751). La table d'autel date de 1772. Elle est décorée d'un chronostichon latin, et du triangle, symbole de la sainte Trinité. L'autel de la Vierge est surmonté d'un triptyque sculpté du gothique tardif représentant la Vierge à l'Enfant, ainsi que saint Nicolas et l'apôtre Barthélémy. Une statue de la Vierge des Douleurs baroque est placée entre l'autel de la Croix et l'autel de la Vierge. L'autel du Saint-Sacrement, datant de 1783 et situé dans la partie nord du chœur, est l'œuvre d'un sculpteur baroque de Bohême, Jan Hajek. On peut admirer la figure de Marie-Madeleine avec son vase d'onguents parfumés (Joh, XII, 3) et de celle de saint Pierre, avec le coq du reniement (Mt, XXVI, 34). Au milieu un ange tient la Croix à gauche qui symbolise la Foi et un autre l'ancre à droite, qui symbolise l'Espérance, le tabernacle étant lui-même le lieu de la Charité. Au-dessus du tabernacle, l'agneau pascal avec l'emblème de la victoire symbolise le Christ.

## Illustrations

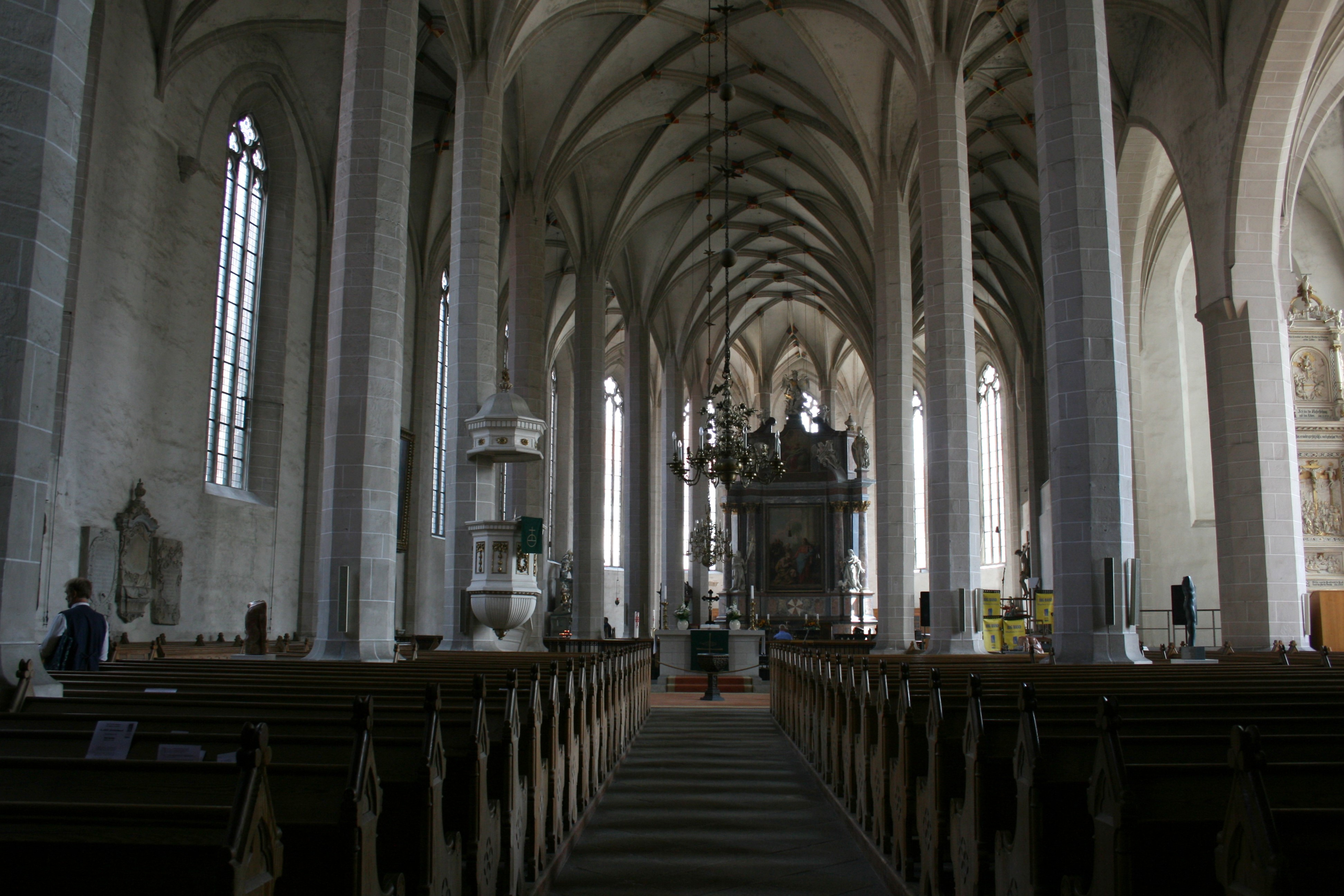
Vue de la nef et de la partie luthérienne
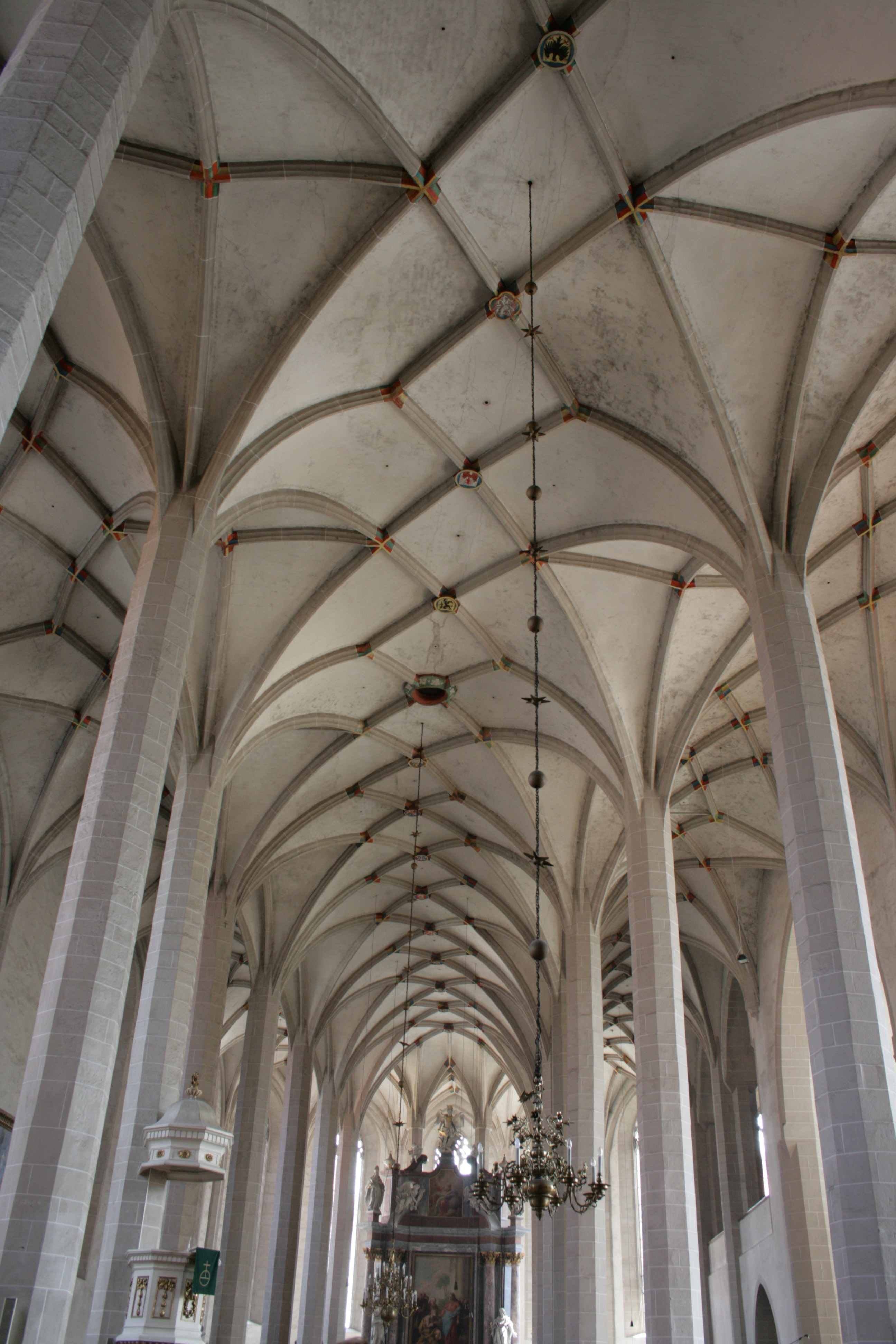
Détail des voûtes
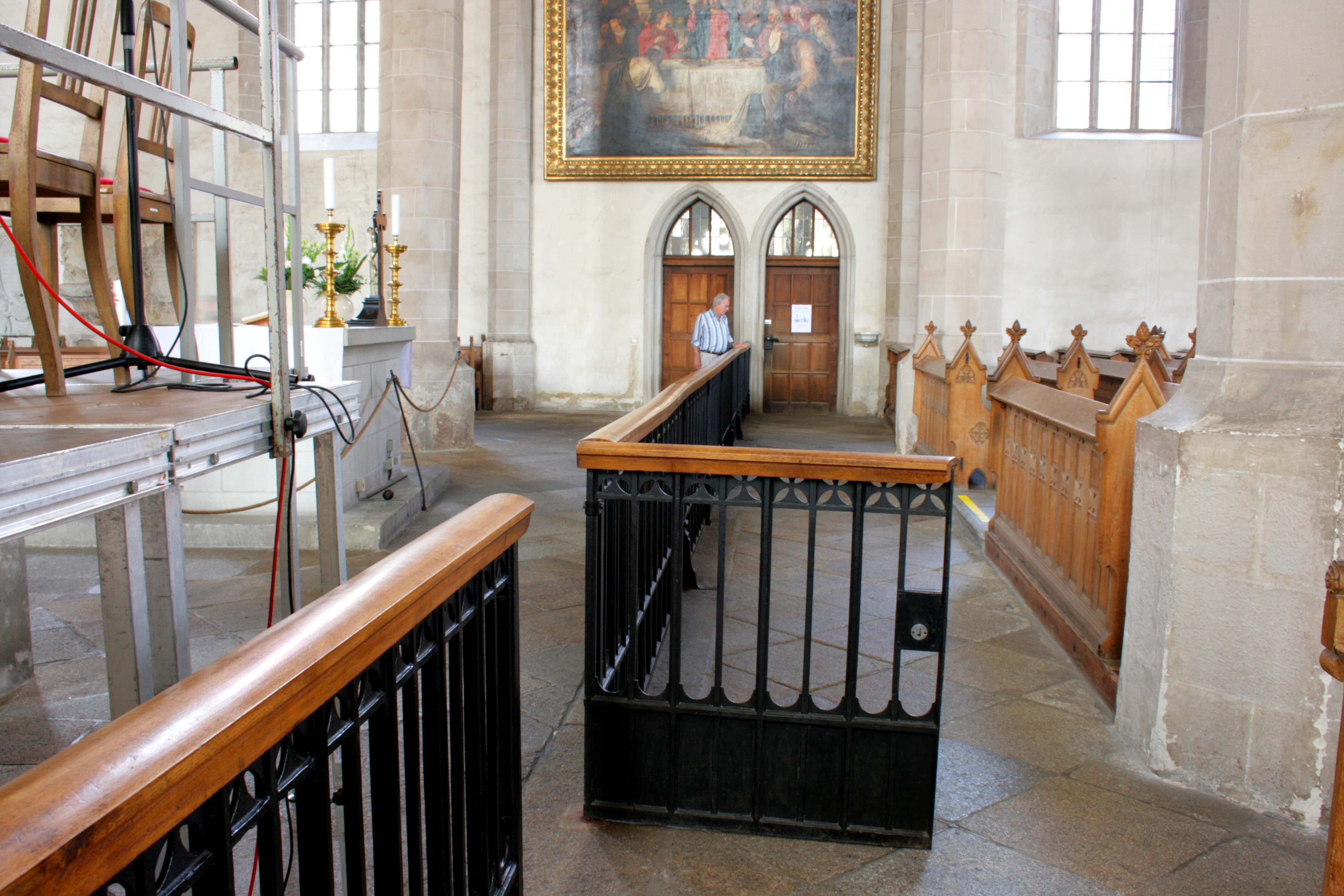
Barrière délimitant le culte luthérien (à gauche) du culte catholique (à droite)
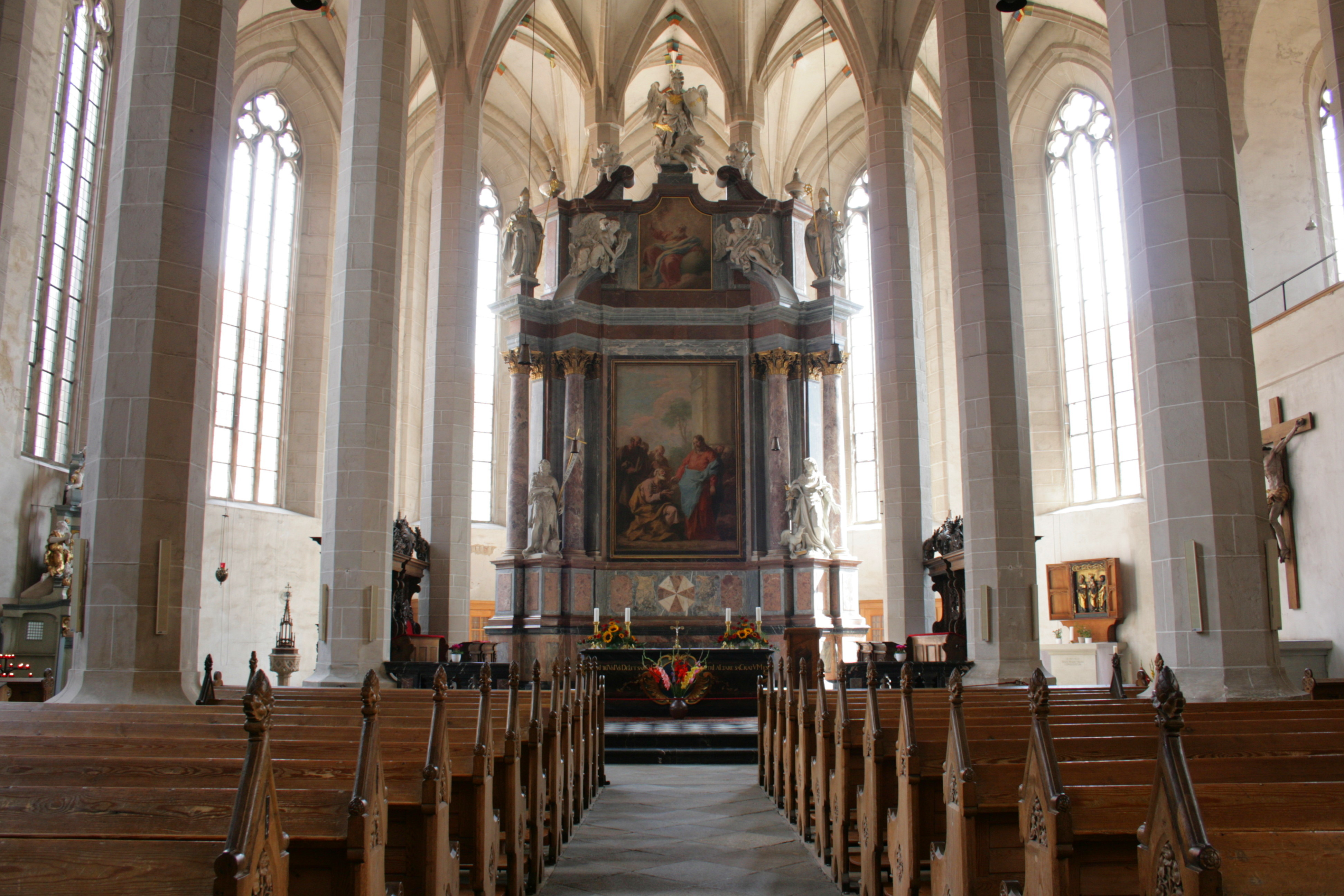
Partie catholique dans le chœur avec le maître-autel
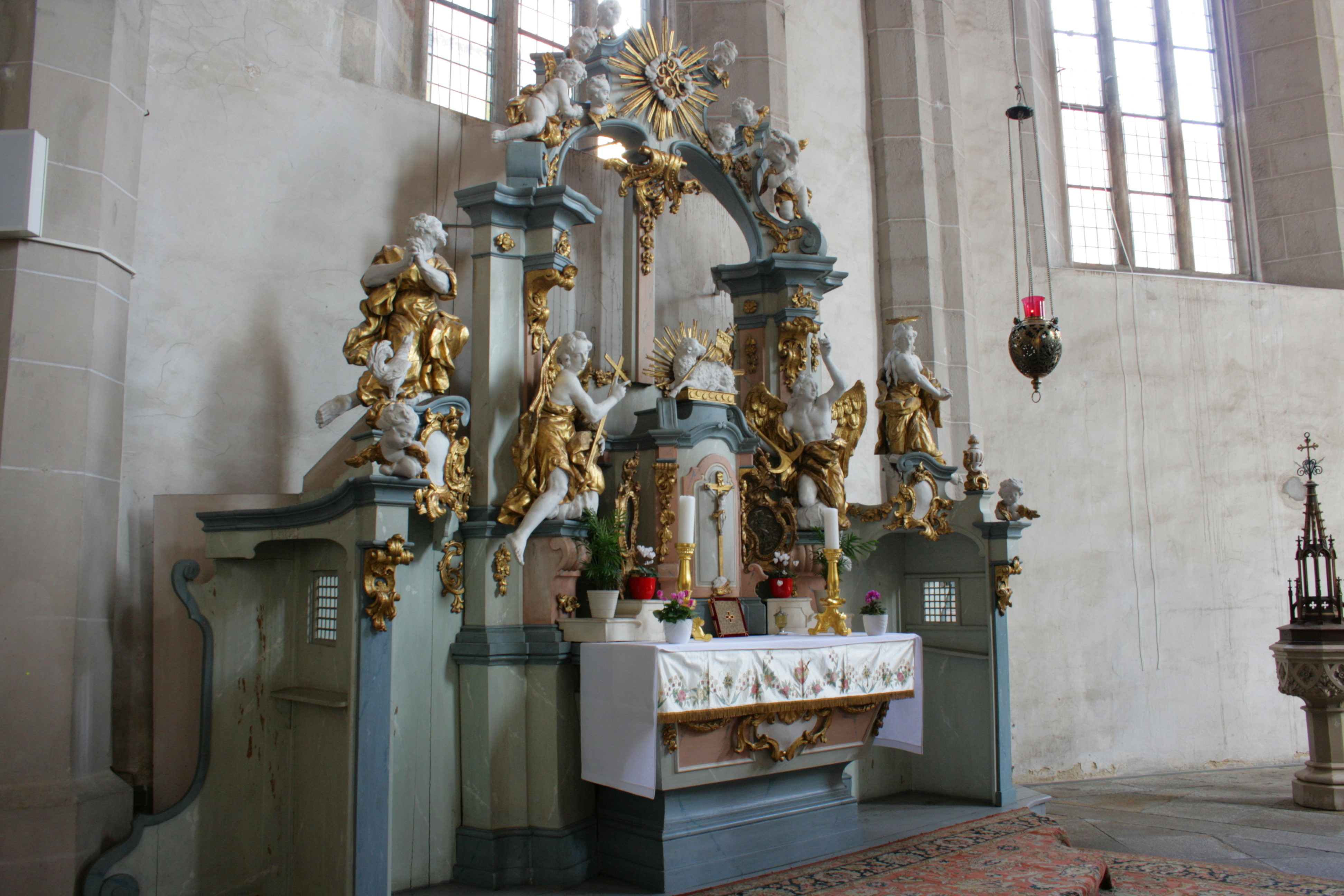
Autel latéral baroque, dédié au Saint-Sacrement, à gauche du chœur avec confessionnaux, dans la partie catholique
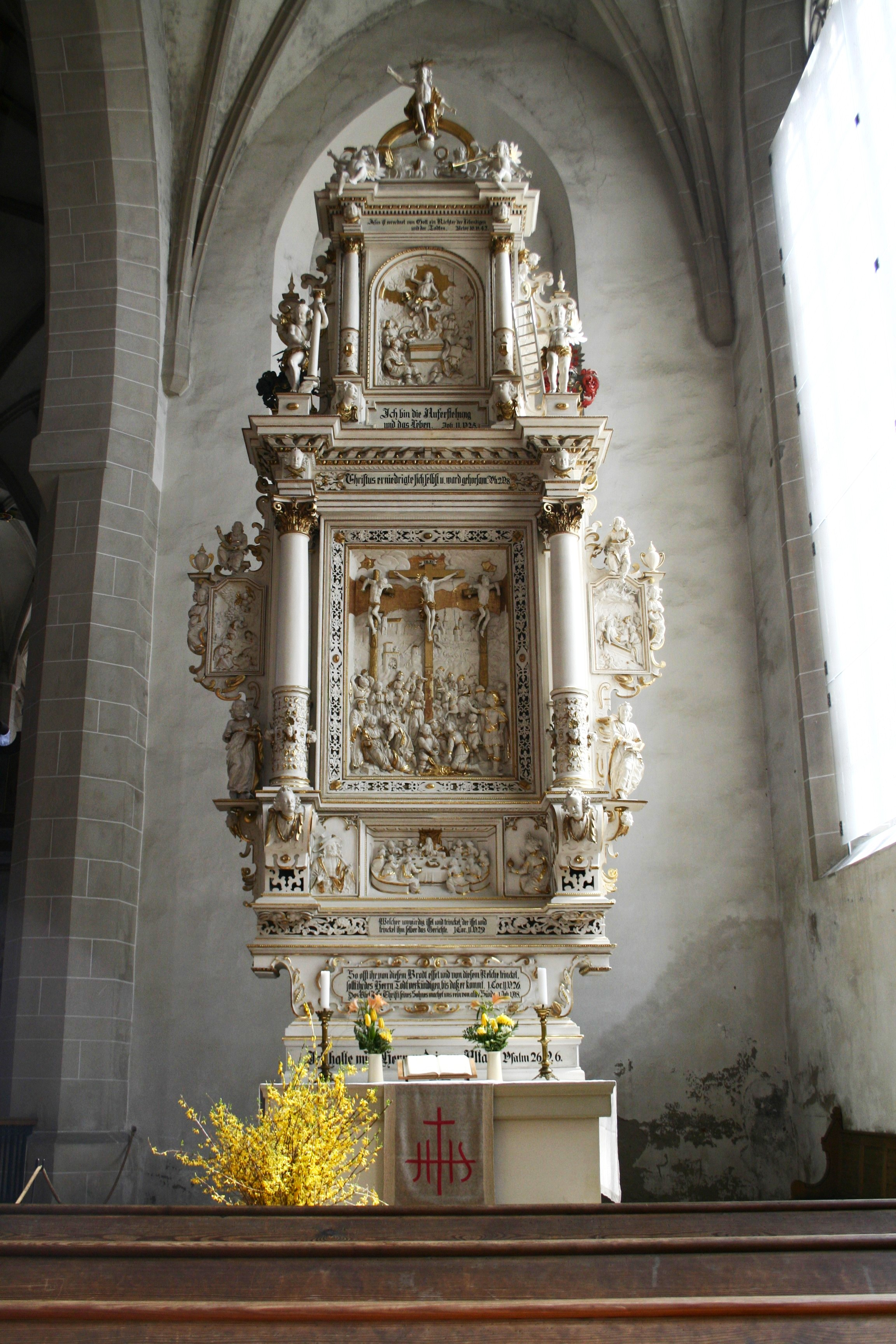
Autel baroque luthérien dans une chapelle latérale de la nef
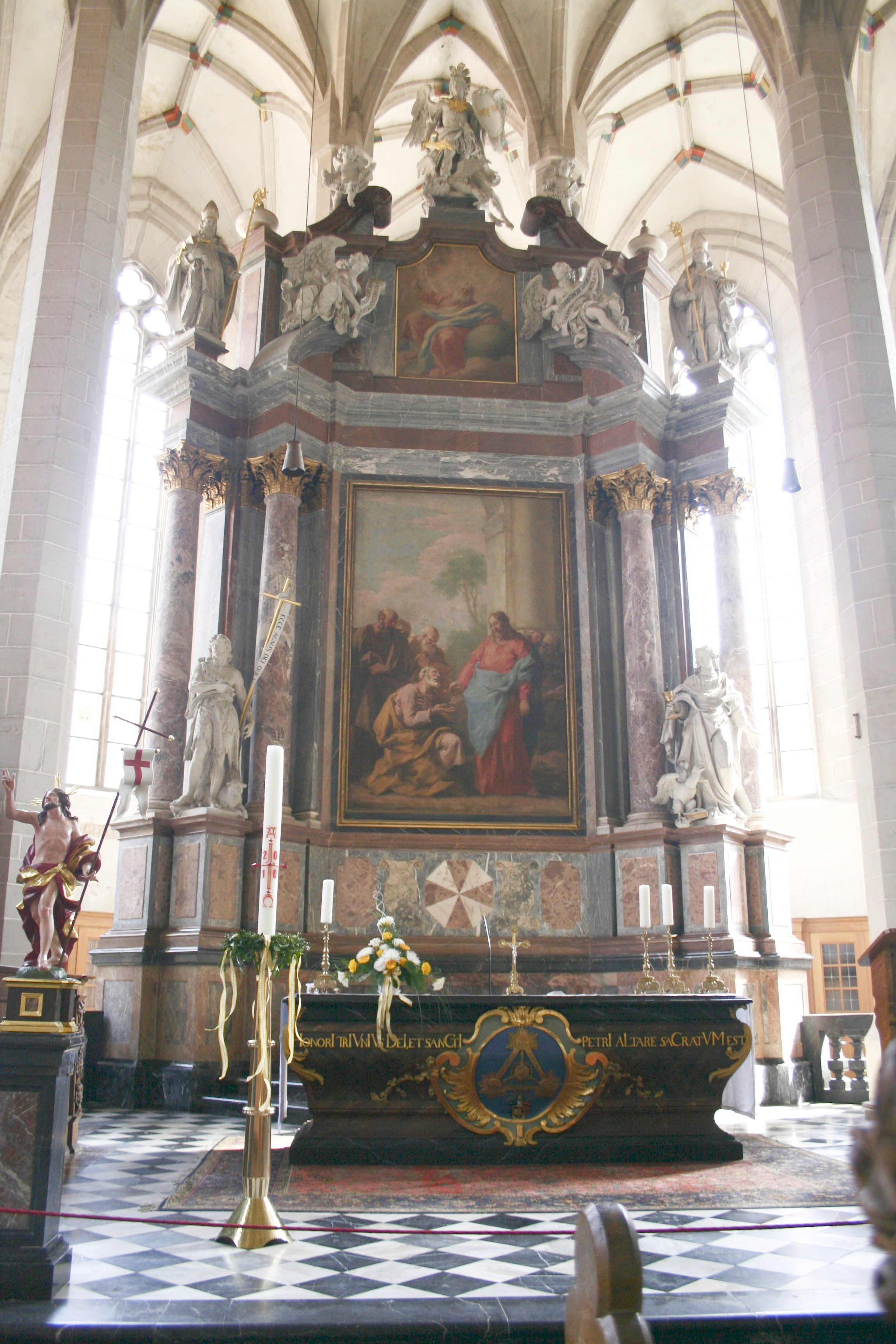
Maître-autel de la partie catholique (XVIIIe siècle)

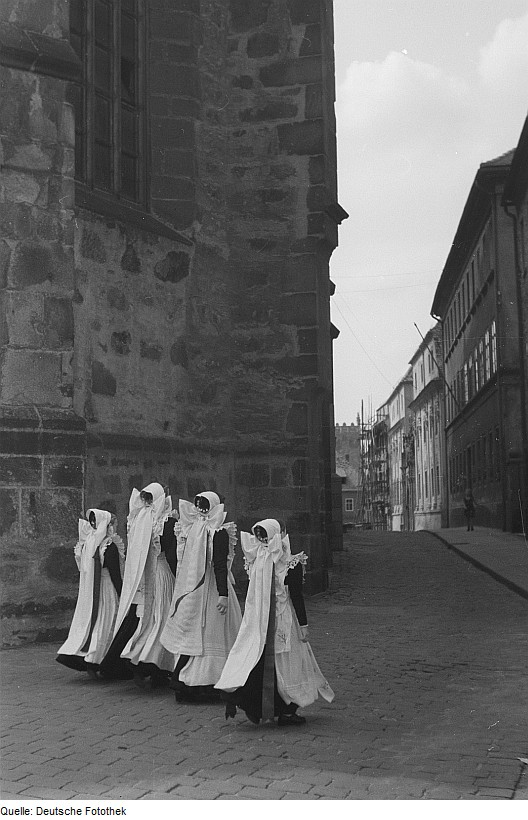
Quatre jeunes filles sorabes à côté de la cathédrale vers 1950